# Muscourt
Muscourt ist eine französische Gemeinde mit 45 Einwohnern (Stand: 1. Januar 2022) im Département Aisne in der Region Hauts-de-France. Sie gehört zum Arrondissement Laon und zum Kanton Villeneuve-sur-Aisne.

## Lage
Die Gemeinde Muscourt liegt in einem Seitental der Aisne an der Grenze zum Département Marne, 25 Kilometer nordwestlich von Reims und 32 Kilometer östlich von Soissons. Sie grenzt im Nordwesten an Maizy, im Nordosten an Concevreux, im Osten an Meurival, im Südosten an Romain und im Südwesten an Les Septvallons mit Glennes. In der Gemeinde Muscourt gibt es keine Kirchen und Kapellen.

## Bevölkerungsentwicklung
| Jahr                       | 1962 | 1968 | 1975 | 1982 | 1990 | 1999 | 2006 | 2013 | 2022 |
| -------------------------- | ---- | ---- | ---- | ---- | ---- | ---- | ---- | ---- | ---- |
| Einwohner                  | 65   | 68   | 56   | 33   | 40   | 36   | 41   | 56   | 45   |
| Quellen: Cassini und INSEE |      |      |      |      |      |      |      |      |      |

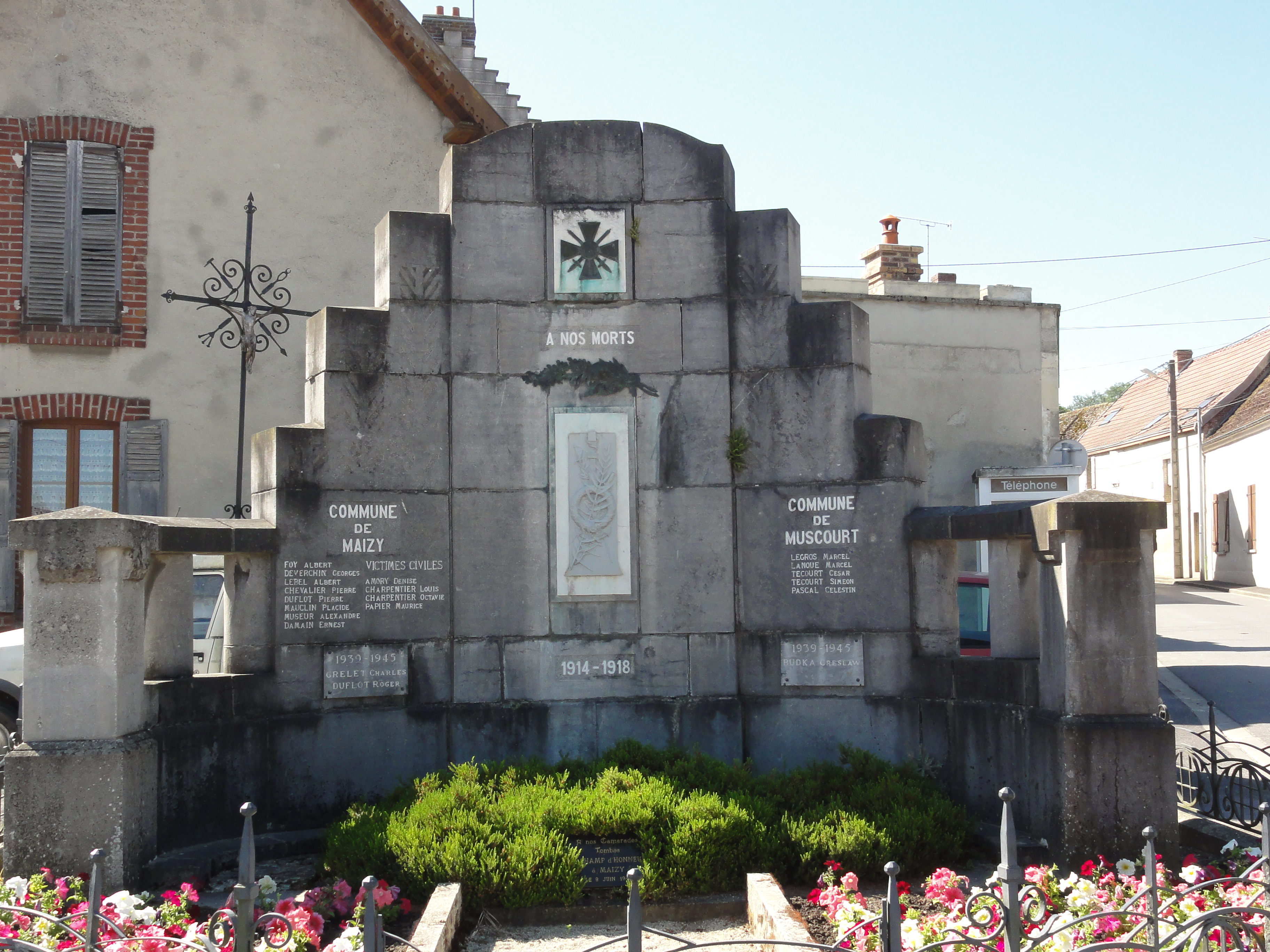
Gefallenendenkmal